# أشلي والش
أشلي والش (بالإنجليزية: Ashley Walsh)‏ هو سائق سباق نيوزيلندي، ولد في 11 يناير 1988 في إبسوتش في أستراليا.